# Santana Moss
Santana Terrell Moss (Miami, 1º giugno 1979) è un ex giocatore di football americano statunitense che ha giocato nel ruolo di wide receiver nella National Football League (NFL). Fu scelto nel corso del primo giro (16º assoluto) del Draft NFL 2001 dai New York Jets. Al college ha giocato a football all’Università di Miami.

## Carriera professionistica

### New York Jets
Moss fu scelto nel corso del primo giro del Draft 2001 dai New York Jets. Rimase quattro stagioni coi Jets totalizzando 3.899 yard ricevute, 19 touchdown e 1.799 yard su ritorni, con un primato in carriera di 10 touchdown nella stagione 2003.

### Washington Redskins
Nel 2005 Moss passò ai Redskins in cambio di Laveranues Coles. La sua prima stagione nella capitale fu la migliore della carriera, ricevendo 84 passaggi per 1.483 yard (secondo massimo della lega dietro Steve Smith quell'anno) che gli valsero l'unica convocazione come titolare per il Pro Bowl in carriera e l'inserimento nella formazione ideale della stagione All-Pro.
Nella stagione 2006 Moss fu tormentato dagli infortuni non riuscendo a bissare la grande stagione precedente. Nelle stagioni 2008 e 2010 superò nuovamente le mille yard stagionali rispettivamente per la terza e quarta volta in carriera. Prima della stagione 2011 firmò un prolungamento contruattuale triennale coi Redskins del valore di 15 milioni di dollari.
Nella stagione 2012, dopo sette stagioni consecutive come titolare della squadra, Moss venne limitato al ruolo di slot receiver dopo gli arrivi in squadra di Pierre Garçon e Josh Morgan. Nella settimana 7, Moss e i Redskins sfiorarono la rimonta contro i campioni in carica dei New York Giants, con Santana che segnò due touchdown su passaggio del nuovo quarterback Robert Griffin III. In una sorta di seconda giovinezza, Moss segnò altri touchdown nella settimana successiva contro gli Steelers, nella settimana 11 contro gli Eagles e nella settimana 16 ancora contro gli Eagles. La striscia positiva dei Redskins proseguì contro gli Eagles nella settimana 16.
Il primo touchdown della stagione 2013, Moss lo segnò nella settimana 2 contro i Packers.

## Palmarès
- (1) Pro Bowl (2005)
- (2) All-Pro (2002, 2005)
- Club delle 10.000 yard ricevute in carriera

## Statistiche
Ricezioni
| Anno   | Squadra             | P   | PT  | Ric | Yard  | Media | Max | TD | Fum | Y/P  |
| ------ | ------------------- | --- | --- | --- | ----- | ----- | --- | -- | --- | ---- |
| 2001   | New York Jets       | 5   | 0   | 2   | 40    | 20    | 33  | 0  | 0   | 8.0  |
| 2002   | New York Jets       | 15  | 1   | 30  | 433   | 14.4  | 47  | 4  | 0   | 28.9 |
| 2003   | New York Jets       | 16  | 12  | 74  | 1,105 | 14.9  | 65  | 10 | 2   | 69.1 |
| 2004   | New York Jets       | 15  | 14  | 45  | 838   | 18.6  | 69  | 5  | 0   | 55.9 |
| 2005   | Washington Redskins | 16  | 16  | 84  | 1,483 | 17.7  | 78  | 9  | 2   | 92.7 |
| 2006   | Washington Redskins | 14  | 14  | 55  | 790   | 14.4  | 68  | 6  | 1   | 56.4 |
| 2007   | Washington Redskins | 14  | 14  | 61  | 808   | 13.2  | 49  | 3  | 1   | 57.7 |
| 2008   | Washington Redskins | 16  | 16  | 79  | 1,044 | 13.2  | 67  | 6  | 1   | 65.2 |
| 2009   | Washington Redskins | 16  | 16  | 70  | 902   | 12.9  | 59  | 3  | 2   | 56.4 |
| 2010   | Washington Redskins | 16  | 16  | 93  | 1,115 | 12.0  | 56  | 6  | 3   | 69.7 |
| 2011   | Washington Redskins | 12  | 12  | 46  | 584   | 12.7  | 49  | 4  | 0   | 48.7 |
| Totale |                     | 155 | 131 | 639 | 9,142 | 14.3  | 78  | 56 | 12  | 59.0 |